# Stephanolaimus elegans
Stephanolaimus elegans är en rundmaskart som beskrevs av E. Ditlevsen 1932. Stephanolaimus elegans ingår i släktet Stephanolaimus och familjen Leptolaimidae. Arten är reproducerande i Sverige. Inga underarter finns listade i Catalogue of Life.